# Johan Fredrik Hjortberg
Johan Fredrik Hjortberg, född 7 augusti 1821 i Göteborg, död 2 oktober 1873, var en svensk violoncellist.

## Biografi
Johan Fredrik Hjortberg föddes 1821; hans far var lantbrukare. 1844 anställdes Hjortberg vid Mindre teaterns orkester. Han gifte sig 1846 med Christina Sandberg. Hjortberg anställdes den 1 juli 1853 som cellist vid Kungliga hovkapellet i Stockholm.
1844–1846 var han anställd som violinist vid Mindre teatern och 1846–1849, möjligen längre, som cellist. Som musikdirektör höll han även soaréer och konserter på teatern under åren 1846–1853. Sistnämnda år anställdes han så i Hovkapellet där han blev kvar till sin död.